# Приключения и испытания юноши Рене

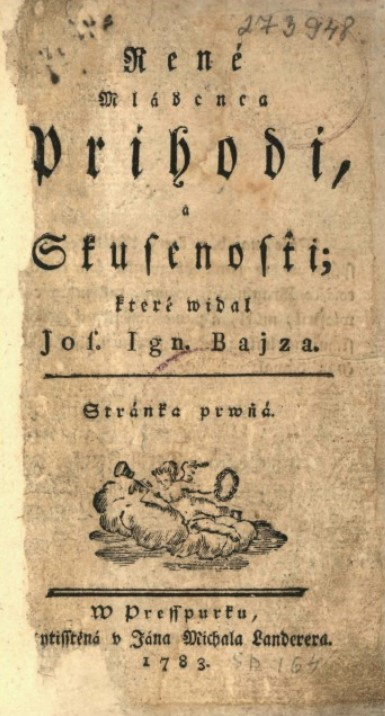
Титульный лист первого издания

Приключения и испытания юноши Рене (словац. René mládenca príhody a skúsenosti; в изначальном авторском написании — René mláďenca Príhodi a Skúsenosťi) — первый словацкий роман. Был издан в 1784—1785 годах. Автор романа — Йозеф Игнац Байза.
В своём романе автор поднимает актуальные социальные, национальные и религиозные проблемы общества, отображает ошибки и недостатки всех его слоёв, не обходя стороной и церковь (в связи с чем печать второго тома была запрещена представителями религии и второй том вышел вместе с первым только в 1955 году).
Автор описывает путешествие и приключения Рене, сына богатого венецианского купца, и его учителя ван Стипхоута. В романе по сути рассказывается о ходе путешествия.
Роман сыграл важную роль в решении вопроса о словацком литературном языке. Написан на варианте словацкого языка, созданном самим автором на основе западнословацкого интердиалекта.